# Codex Atlanticus (альбом)
«Codex Atlanticus» — п'ятий студійний альбом австрійського симфо-павер-метал гурту Serenity. Реліз відбувся 29 січня 2016 року в Європі під лейблом Napalm Records та 20 січня 2016 в Японії під лейблом Avalon.

## Список композицій
| #        | Назва                                                    | Тривалість |
| -------- | -------------------------------------------------------- | ---------- |
| 1.       | «Codex Atlanticus» (разом з Амандою Сомервілль)          | 01:56      |
| 2.       | «Follow Me»                                              | 03:52      |
| 3.       | «Sprouts of Terror»                                      | 05:14      |
| 4.       | «Iniquity»                                               | 05:33      |
| 5.       | «Reason»                                                 | 04:13      |
| 6.       | «My Final Chapter»                                       | 04:11      |
| 7.       | «Caught in a Myth»                                       | 05:33      |
| 8.       | «Fate of Light»                                          | 04:43      |
| 9.       | «The Perfect Woman» (разом з Амандою Сомервілль)         | 04:54      |
| 10.      | «Spirit in the Flesh»                                    | 05:00      |
| 11.      | «The Order»                                              | 05:23      |
| 12.      | «Forgive Me» (бонусний трек)                             | 05:32      |
| 13.      | «Sail» (разом з Наташою Кох; бонусний трек)              | 04:13      |
| 14.      | «My Final Chapter (оркестрована версія)» (бонусний трек) | 04:13      |
| 01:04:52 |                                                          |            |

| Японський бонусний трек | Японський бонусний трек           | Японський бонусний трек |
| #                       | Назва                             | Тривалість              |
| ----------------------- | --------------------------------- | ----------------------- |
| 15.                     | «My Final Chapter (Instrumental)» | 04:11                   |
| 01:09:03                |                                   |                         |

## Учасники запису
- Георг Нойхаусер — чоловічий вокал та задні вокали
- Андреас Шифлінгер — ударні, задній вокал
- Фабіо Д'Аморе — бас-гітара, задній вокал
- Кріс Хермсдьорфер — електро- та акустична гітара, задній вокал

## Чарти
| Чарт (2016)           | Місце |
| --------------------- | ----- |
| Austrian Albums Chart | 61    |
| German Albums Chart   | 99    |
| Japanese Albums Chart | 177   |